# Norman Demuth
Norman Demuth (Croydon, Surrey, 15 de julho de 1898 - Chichester, 21 de abril de 1968) foi um compositor e académico inglês na área da teoria e história da música. 
Estudou no Royal College of Music, mas era essencialmente autodidacta. 
Escreveu várias obras sobre compositores franceses, como Cesar Franck, Paul Dukas, Albert Roussel, Charles Gounod, e Maurice Ravel, e sobre ópera francesa.
Entre 1929 e 1935 Demuth foi maestro da Chichester Symphony Orchestra. 
A partir de 1930 ensinou na Royal Academy of Music, e depois na Universidade de Durham.

## Obras principais
- Concerto para saxofone alto e banda militar
- Prometheus (ballet)

## Obra escrita
- A Course in Musical Composition (4 volumes)
- Musical Trends in the 20th Century
- An Anthology of Musical Criticism